# Günter Rudolph (Mediziner)

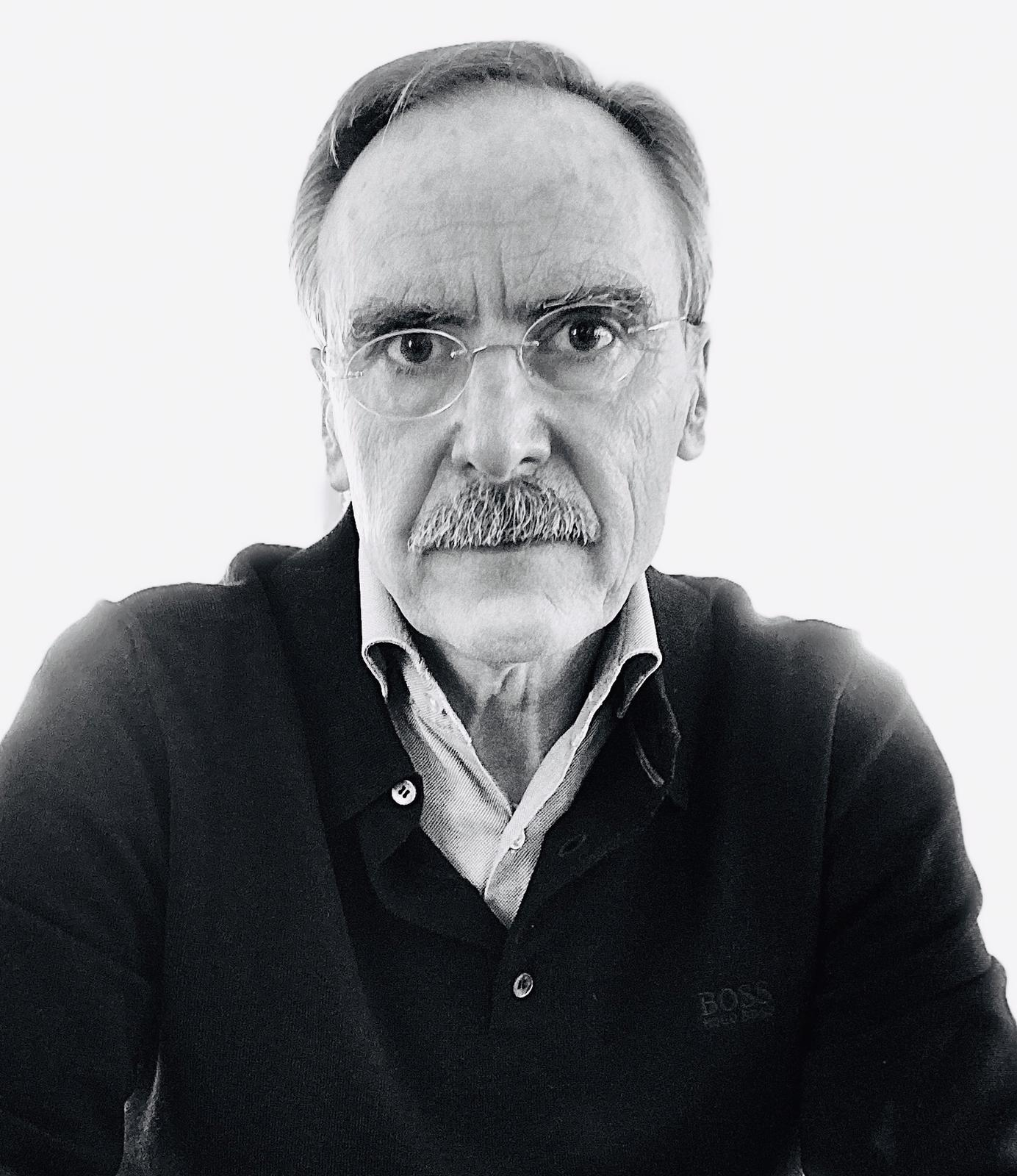
Günter Rudolph

Günter Rudolph (* 10. November 1954 in Weiler-Simmerberg, Landkreis Lindau (Bodensee)) ist ein deutscher Augenarzt mit der Zusatzbezeichnung Medizinische Genetik. Er ist außerplanmäßiger Professor für Ophthalmologie an der Augenklinik der Ludwig-Maximilians-Universität München. Sein Fachgebiet ist die Pädiatrische Ophthalmologie, Strabismus und Ophthalmogenetik, sowie die Elektrophysiologische Diagnostik hereditärer Netzhaut- und Sehnervenerkrankungen. Er ist Fellow des European Board of Ophthalmology (FEBO) und Co-Editor des Journals „Klinische Monatsblätter für Augenheilkunde“.

## Werdegang
Rudolph belegte ein Studium an der Ludwig-Maximilians-Universität München, der Heinrich-Heine-Universität Düsseldorf und der Eberhard Karls Universität Tübingen. Außerdem erhielt er eine Ausbildung mit der Zusatzbezeichnung „Medizinische Genetik“ am Institut für Anthropologie und Humangenetik der Universität Tübingen. Die Facharzt-Ausbildung für Augenheilkunde, wissenschaftliche Tätigkeit und Habilitation erfolgten an der Augenklinik der Ludwig-Maximilians-Universität München. Langjährige Tätigkeit mit dem Schwerpunkt Kinderophthalmologie, Strabismus und Ophthalmogenetik, sowie augenärztliche Betreuung Frühgeborener hatte er an der von Haunerschen Kinderklinik.

## Wissenschaftliches Werk
Das Hauptgewicht der wissenschaftlichen Tätigkeit liegt in der klinischen Ophthalmogenetik, der Genotyp-Phänotyp Charakterisierung genetisch bedingter Netzhaut- und Sehnervenerkrankungen und der Implementierung gentherapeutischer Behandlungsverfahren bei Leber`scher hereditärer Optikusneuropathie (LHON) in Kooperation mit der Arbeitsgruppe T. Klopstock et al., Friedrich Baur Institut der LMU München. Im Jahr 2019 erfolgte die erstmalige gentherapeutische Behandlung in Deutschland mit einer zugelassenen Gentherapie für die Augenheilkunde bei einer Patientin mit Leber`scher Congenitaler Amaurose (LCA) mit biallelischer Mutation im RPE65-Gen in der Arbeitsgruppe S. Priglinger, C. Priglinger, M. Gerhard, G. Rudolph mit Voretigen-Neparvovec.

## Schriften
- Herausgeber des Buches „Medizin und Menschenbild. Eine kritische Bestandsaufnahme“.[5] Beiträge zu Lehrbüchern, Original-Publikationen, Beiträge zu wissenschaftlichen Publikationen und Abstracts im Rahmen von Vorträgen auf nationalen und internationalen Kongressen. Ein vollständiges Schriftenverzeichnis findet sich auf pubmed.[6]